# Marjorie Boulton
Marjorie Boulton (Teddington, 7 maggio 1924 – 30 agosto 2017) è stata una scrittrice ed esperantista britannica.
La sua produzione letteraria è estremamente varia e comprende poesie, drammi, novelle, racconti e saggi, nonché diverse traduzioni. Avvicinatasi all'esperanto nel 1949, è stata membro della Akademio de Esperanto e membro onorario dell'Associazione universale esperanto.
Nel 2008 è stata candidata da Literatura Foiro al premio Nobel per la letteratura.

## Opere

### Libri
- Kontralte (poesie, 1955)
- Kvarpieda kamarado 1956)
- Cent ĝojkantoj (poesie, 1957, seconda edizione 1977)
- Eroj kaj aliaj poemoj (1959)
- Virino ĉe la landlimo (1959)
- Zamenhof, aŭtoro de Esperanto (biografia, 1962, seconda edizione 1989)
- Dek du piedetoj (1964)
- Okuloj (1967)
- Nia sango (1970)
- Ni aktoras (1971)
- Poeto fajrokora: la verkaro de Julio Baghy (1983)
- Faktoj kaj fantazioj (1984, seconda edizione 1993)
- Du el (insieme a  Poul Thorsen, 1985)

### Audiocassette
- La kompleksa tragedio de Norda Irlando. Paris: Magnetofona Servo de SAT-Amikaro, 1983. 90 minuti.
- 100 jaroj de originala kaj traduka Esperanto-prozo. Graz: JEK, 1987. 90 minuti.
- Lingva Arto. Jubilea libro omaĝe al Wiliam Auld kaj Marjorie Boulton. Vilmos Benczik, (1999, red.), Rotterdam: Universala Esperanto-Asocio, 217 p. ISBN 92-9017-064-6